# 秋山六郎兵衛
秋山 六郎兵衛（あきやま ろくろうべえ、1900年4月11日 - 1971年8月23日）は、日本のドイツ文学者。専門は、E.T.A.ホフマンの『牡猫ムルの人生観』の翻訳、ヘルマン・ヘッセの研究。

## 来歴・人物
香川県三豊郡下高瀬村（現 三豊市三野町）出身。旧制香川県立三豊中学校、旧制第一高等学校を経て、東京帝国大学文学部独文科卒業。
東京帝国大学在学中、同ドイツ文学専攻の手塚富雄等と第8次、第9次「新思潮」に参加。1926年（大正15年）旧制福岡高等学校にドイツ語教師として赴任。1936年（昭和11年）10月、同高等学校の同僚の浦瀬白雨・大塚幸男等と文芸同人誌「九州文壇」を創刊。1937年（昭和12年）8月、「九州文壇」を廃刊し、「九州文学」（第1期）を創刊。1938年（昭和13年）9月、「九州文学」は、福岡を中心に活動する「九州芸術」「文学会議」「とらんしつと」等と合同、「九州文学」（第2期）となる。
福岡の自宅には、文学好きの生徒が慕ってよく集まったという。後年、「学生で文学を愛好するものと言えば当時は大抵相場がきまっていて、怠けものでだらしなく、従って学校当局からは甚だ受けがよくなかったのである。加えて、当時の左翼系の学生の多くが文学研究にことよせてさまざまな秘密集会をやっていた」というが、「わたし自身怠けものでだらしなく文学が好きで、かつどちらかと言えば、左翼的な考えをいだいていたのだから、こうなるのは自然の成り行きではあった」と回想している。檀一雄もこうした学生の一人であったし、詩人の矢山哲治もまた、同様の生徒であった。
1949年（昭和24年）九州大学文学部教授に就任。1957年（昭和32年）中央大学教授に転任後、学習院大学教授を務めた。
生家の祖父秋山六郎兵衛は、幕末から明治初期の近代医学の黎明期に長崎から種痘を移入して西讃地方で初めて種痘接種を実施した医者であった。実父秋山二郎も善通寺陸軍病院に勤務していた軍医。実弟は、内科学者（京都大学名誉教授）の前川孫二郎。次男は、東京外国語大学教授を務めたイタリア語学者の秋山余思。

## 著書
- 『薄明』（考へ方研究社） 1928年
- 『受験病患者』（考へ方研究社） 1930年
- 『概観ドイツ史』（白水社） 1938年
- 『魔園』（白水社） 1939年
- 『故園』（三笠書房） 1940年
- 『現代と文学精神』（三笠書房） 1941年
- 『白刃の想念』（明光堂） 1943年
- 『回想と自覚』（輝文堂） 1943年
- 『独逸文学史』（三笠書房） 1943年
- 『文学と真実』（晃文社） 1948年
- 『不知火の記』（白水社） 1968年 - 回想記

### 編著
- 『九州文学選』 （火野葦平共編、六芸社） 1942年
- 『福岡県 人物篇』（第一芸文社） 1944年

## 翻訳
- 『牡猫ムルの人生観』上・下（E.T.A.ホフマン、岩波文庫） 1935年 - 1936年、改版 1956年 - 1957年、復刊 1990年ほか
- 『荒野の狼』（ヘルマン・ヘツセ、手塚富雄共譯、三笠書房） 1936年
- 『孤独な魂 ゲルトルート』（ヘルマン・ヘッセ、三笠書房） 1939年、のち角川文庫
- 『冬』（フリードリッヒ・グリーゼ 、白水社） 1940年
- 『ヘルマン・ヘッセ全集 第8 湖畔の家 ロスハルデ』（三笠書房） 1941年、のち角川文庫
- 『ヘルマン・ヘッセ全集 第4 車輪の下に 婚約 子供ごころ』（三笠書房） 1942年、のち角川文庫（改版）
- 『情熱の書』上・下（ゲルハルト・ハウプトマン、岩波文庫） 1942年 - 1946年
- 『知と愛 ナルチスとゴルトムント』（ヘルマン・ヘッセ、角川文庫） 1958年
- 『ヘルマン・ヘッセ全集 第3 春の嵐』（三笠書房） 1959年
- 『若きウェルテルの悩み』（ゲーテ 、金園社） 1969年